# Mole
En mole er et bygningsværk, der fungerer som bølgebryder fra land ud i havet. Molen kan være opbygget med et bolværk med skrå eller lodrette sider af forskellige materialer, eksempelvis træ, sten, stål eller beton.

## Molens konstruktion
Moler er oftest bygget af løse sten, der placeres således, at de understøtter hinanden og derved sikrer den samlede stensætning, som molen udgør, mod den nedbrydende indflydelse, som bølger under storm eller havis om vinteren kan udøve, idet yderfladen forsynes med glacis af sten med foran liggende stenkastning. Fra begyndelsen af det 20. århundrede begyndte man, hvor bunden er fast og god, at bygge moler med begge sider lodrette og da udført af betonblokke, lagt i regelmæssige skifter, af kister af tømmer eller af tætte kasser af træ eller jernbeton, der bugseres svømmende til arbejdsstedet og her bringes til at stå på havbunden ved fyldning med sand, grus eller sten.
Internt i molen er det af betydning, at de mindre sten befinder sig i molens midte, mens de større sten anvendes ved molens yderside. I særdeleshed er det vigtigt, at de største sten befinder sig på molens yderside, det vil sige ud mod det åbne hav. Dette hænger sammen med, at stenene ved molens yderside er de mest udsatte for at blive skyllet væk eller omlejret ved storm og derved ødelægge molens bølgebrydende formål. Af besparelsesgrunde bruges ofte mindre sten i molens midte, men disse må ikke være så små, at de kan blive skyllet ud mellem de større men skal være store nok til at holdes fastlåste af disse.
Stenene til molekonstruktioner skaffes ofte ved stenfiskeri, hvilket er en særegen dansk foretagelse. Stenfiskeri indebærer, at de til molekonstruktionen fornødne sten hentes på havbunden.
I 1906 byggedes den første jernbeton-pier af Christiani & Nielsen ved Cementfabrikken Norden i Aalborg. Pier-en var 12 m bred, 40 m lang og bestod af to spunsvægge af jernbeton, henholdsvis 21 og 26 tykke, der var indbyrdes forankrede og hvor imellem påfyldtes sand (i princippet var det to, indbyrdes forbundne bolværker, der udgjorde denne jernbeton-pier).

## Molehovedet
Molens yderste ende kaldes dens hoved (molehoved), dette giver man i reglen større bredde og stærkere konstruktion end selve molen, da det ved sin beliggenhed umiddelbart ved havnemundingen er mere udsat for påsejlinger. Molehovedet forsynes derfor også så godt som altid med fyr eller i alt fald en særlig havnelygte, for at være kendeligt om natten.

## Molens krone
Molens øverste del kaldes dens krone. Dette gøres ofte vandret og tjener som hovedregel til færdsel. Kronebredden afhænger af færdselens størrelse: den gøres forholdsvis smal, hvis kronen kun skal tjene som adgangsvej til molehovedet, mens den gøres bred, hvis molen på sin indvendige side samtidig skal benyttes til anlæg for lossende og ladende skibe (med andre ord: som kaj). I reglen forsynes kronen langs dens udvendige side med en passende høj bølgeskærm af træ eller murværk, som tjener til at beskytte kronen og den på molen værende færdsel mod havet. Hvis molen ikke skal benyttes til anlæg for skibe, får den ofte skråninger på begge sider, men skal den tillige fungere som kaj, får den kun skråning på udvendig side, mens den indvendige side gøres lodret og forsynes med en væg af spredte, langs den indvendige skråningsfod rammede lodrette pæle, afstivede mod molen og indbyrdes forbundne med vandrette tømmer, et bolværk.

## Havnemoler
En havnemole er et fra land ud i vandet ført bygningsværk, der tjener til beskyttelse af en bagved liggende havn. Havnemoler adskiller sig herved fra bølgebrydere, der i reglen ligger isolerede.
Da havnemoler udnyttes som kajer, gøres deres bredde så stor, at der på molen kan anbringes de til skibenes losning fornødne oplagspladser, kørebaner, kraner, skure, jernbanespor med mere. Molen begrænses i så fald ind mod havnen af kajmure eller bolværker, mens den udvendig beskyttes ved stenglacis og stenkastning.